# بهترین ساعات (فیلم ۲۰۱۶)
بهترین ساعات (انگلیسی: The Finest Hours) فیلمی در ژانر مهیج به کارگردانی کریگ گیلسپی است که در سال ۲۰۱۶ منتشر شد. از بازیگران آن می‌توان به کریس پاین اشاره کرد.